# Ruba questo libro
Ruba questo libro (Steal This Book) è un libro di Abbie Hoffman scritto nel 1970 e pubblicato per la prima volta l'anno successivo. In Italia è stato riedito a distanza di quasi trent'anni.
L'opera è un esempio di controcultura yippie dell'epoca e contiene una serie di consigli di "sopravvivenza urbana", dal procurarsi gratuitamente cibo, alloggio e vestiti fino a organizzare azioni dimostrative, coltivazione di marijuana, produzione artigianale di rudimentali mezzi di offesa e di difesa, produzione di esplosivi o su come affrontare la guerriglia urbana. Affronta varie tematiche pratiche relative all'organizzazione di propaganda, dalla stampa di volantini alla realizzazione di un'emittente radio libera.

## Edizioni
- Abbie Hoffmam, Ruba questo libro, traduzione di Valeriana Rosso, 15 ed., collana Eretica, Stampa Alternativa, 1998,  pp. 174, cap. 22, ISBN 978-88-7226-400-3.